# Floris Maljers
Floris Anton Maljers (Middelburg, 12 augustus 1933 – Amsterdam, 2 december 2022) was een Nederlands bestuurder en topfunctionaris. 

## Levensloop
De kruidenierszoon Floris Maljers groeide op in Middelburg en studeerde economie aan de Universiteit van Amsterdam. Hij liep stage op de marketingafdeling van Lever’s Zeep en maakte daar vervolgens carrière. Voor andere bedrijven van Unilever werkte hij in Colombia en Turkije. Hij was acht jaar directeur van de divisie eetbare vetten (margarine) in Rotterdam. 
In 1974 trad hij toe tot de raad van bestuur van Unilever. Tien jaar later werd Maljers de bestuursvoorzitter, wat hij tot 1994 zou blijven. Onder zijn leiding ging Unilever zich richten op vier kernproducten: levensmiddelen, wasmiddelen, toiletartikelen en chemische specialiteiten. Activiteiten die hier niet bij pasten werden verkocht.
Maljers werd commissaris bij diverse bedrijven zoals KLM, Philips, Vendex en ABN AMRO en maakte deel uit van de raad van toezicht van het UMC Utrecht, het Koninklijk Concertgebouw en het Rijksmuseum van Oudheden. Hij was hoogleraar Bedrijfskunde aan de Erasmus Universiteit Rotterdam. Hij werd regelmatig door ministeries ingeschakeld voor opdrachten. Op verzoek van minister Hans Wijers was Maljers betrokken bij de poging om vliegtuigbouwer Fokker te redden van de ondergang, en hij was voorzitter van de commissie die in 2006 alternatieven voor het onder water zetten van de Hedwigepolder onderzocht. Maljers begeleidde als mentor kroonprins Willem-Alexander bij diens introductie in het bedrijfsleven.
Maljers overleed op 89-jarige leeftijd.

## Onderscheidingen
- Commandeur in de Orde van Oranje-Nassau
- Honorary Knight Commander of the Most Excellent Order of the British Empire
- Eremedaille voor Voortvarendheid en Vernuft van de Huisorde van Oranje (2000)[4]

- International Standard Name Identifier: 0000 0003 8805 6502
- Nederlandse Thesaurus van Auteursnamen: 070223963
- Virtual International Authority File: 281147485
- WorldCat: E39PCjxtkXDgDkjY9XXjRCDXMK